# Гіллсборо (Айова)
Гіллсборо (англ. Hillsboro) — місто (англ. city) в США, в окрузі Генрі штату Айова. Населення — 163 особи (2020).

## Географія
Гіллсборо розташоване за координатами 40°50′15″ пн. ш. 91°42′45″ зх. д. / 40.83750° пн. ш. 91.71250° зх. д. (40.837381, -91.712526).  За даними Бюро перепису населення США в 2010 році місто мало площу 1,31 км², уся площа — суходіл.

## Демографія
Згідно з переписом 2010 року, у місті мешкало 180 осіб у 80 домогосподарствах у складі 50 родин. Густота населення становила 137 осіб/км².  Було 90 помешкань (69/км²).
Расовий склад населення:
| - 98,9 % — білих - 0,6 % — чорних або афроамериканців |

До двох чи більше рас належало 0,6 %. Частка іспаномовних становила 3,3 % від усіх жителів.
За віковим діапазоном населення розподілялося таким чином: 23,9 % — особи молодші 18 років, 54,4 % — особи у віці 18—64 років, 21,7 % — особи у віці 65 років та старші. Медіана віку мешканця становила 46,5 року. На 100 осіб жіночої статі у місті припадало 106,9 чоловіків;  на 100 жінок у віці від 18 років та старших — 110,8 чоловіків також старших 18 років.
Середній дохід на одне домашнє господарство  становив 41 132 долари США (медіана — 37 981), а середній дохід на одну сім'ю — 42 024 долари (медіана — 38 393). За межею бідності перебувало 21,1 % осіб, у тому числі 25,8 % дітей у віці до 18 років та 20,0 % осіб у віці 65 років та старших.
Цивільне працевлаштоване населення становило 102 особи. Основні галузі зайнятості: виробництво — 42,2 %, освіта, охорона здоров'я та соціальна допомога — 18,6 %, роздрібна торгівля — 9,8 %, публічна адміністрація — 4,9 %.